# 前田與免
前田與免（1577年—1593年），前田利家五女，母親為芳春院。原本與若狹小濱城主淺野長政的嫡子淺野幸長有婚約，但是卻在十六歲的那年於京都的前田邸過世。葬在京都的大德寺興臨院，法名「養泉院」。